# Thomas Neumaier
Thomas Michael Neumaier (* 2. Juni 1948 in München) ist ein deutscher Konzeptkünstler.

## Biografie

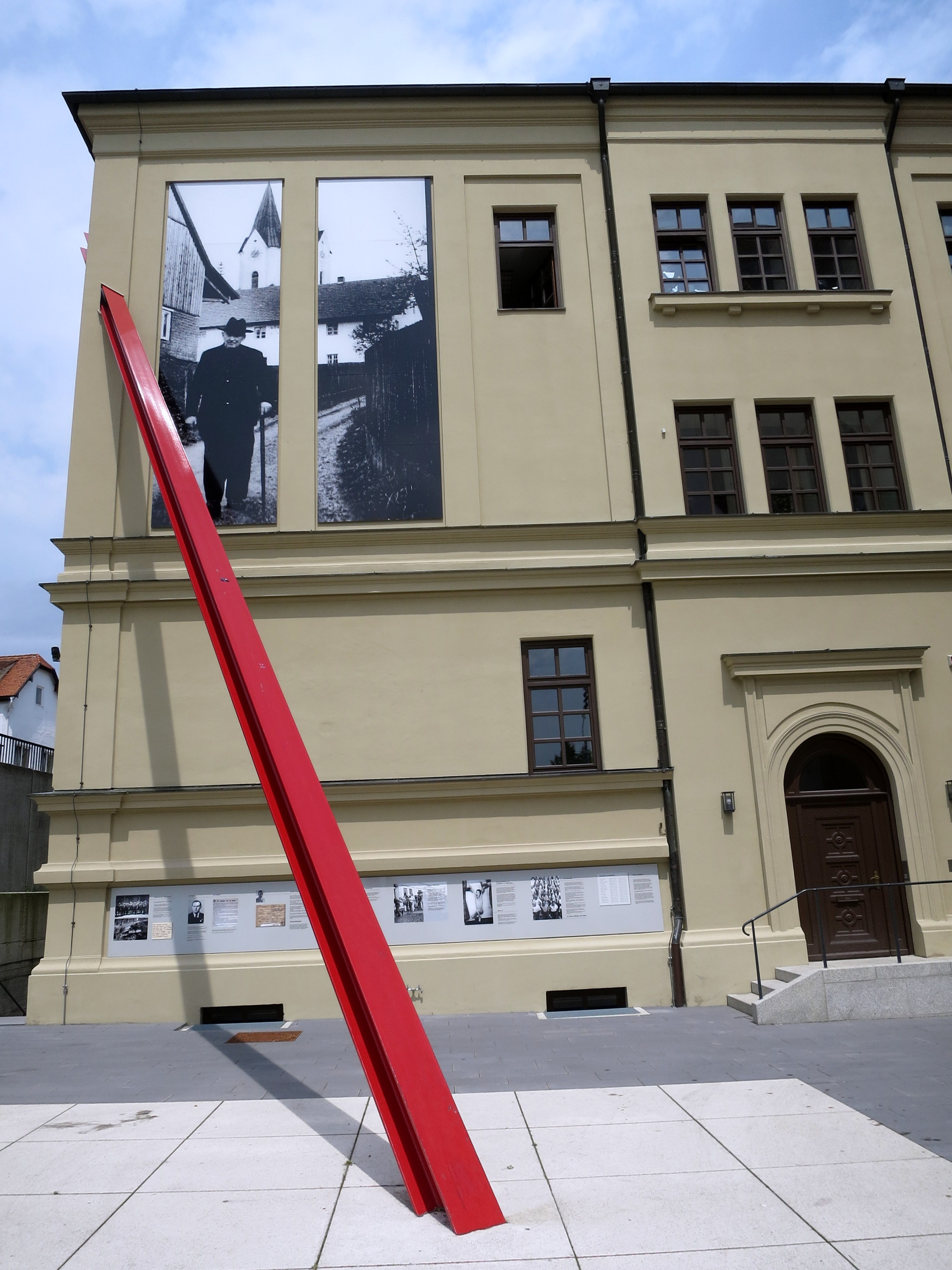
Gedenkstätte für die Opfer des Nationalsozialismus in Pfaffenhofen

Thomas Neumaier wuchs im Raum Frankfurt am Main auf. Nach verschiedenen Studien entschied er sich, als Arbeiter in die Fabrik zu gehen. Beeinflusst und geprägt von 20 Jahren Arbeit in den Werkhallen, schuf er zunächst politische Plakate und Collagen, bevor er sich der Objektkunst zuwandte. Heute erstellt er Objekte, Rauminstallationen und künstlerische Eingriffe in das öffentliche städtische Leben.
Thomas Neumaiers Arbeiten waren und sind auf zahlreichen Einzelausstellungen und internationalen Ausstellungsbeteiligungen zu sehen.

## Privates
Neumaier ist mit der ehemaligen Lehrerin Gabriele Neumaier verheiratet und lebt und arbeitet in Ingolstadt und Berlin, sein Atelier befindet sich in Solnhofen im Altmühltal.

## Preise und Auszeichnungen
- 1997: Kunstförderpreis der Stadt Ingolstadt[1]
- 2002: 1. Preis, Wettbewerb Kunst am Fluss, EU und Stadt Kassel
- 2013: 1. Preis, Denkmal für die Opfer des Nationalsozialismus in Pfaffenhofen, Stadt Pfaffenhofen
- 2014: Auszeichnung für das Projekt DAS FOTOALBUM unter den 16 besten Arbeiten aus dem In- und Ausland, Die lebendigste Erinnerungsstadt, Stiftung Lebendige Stadt
- 2019: Kunstpreis der Stadt Eberberg
- 2021: Kunstpreis der Stadt Ingolstadt[2]

## Ausstellungen (Auswahl)
- 1969: Einzelausstellung: Galerie savage eye, Neu-Isenburg
- ab 1969: aktive Teilnahme an der Studentenbewegung, vorrangig politische Plakate und Collagen
- 1982: Veröffentlichung einer Bildergeschichte in Der Bunte Hund
- 1983/84: Künstleraktion Gesammelte Angst gegen die Rüstungspolitik der Supermächte
- 1984: Einzelausstellung: (mit Burkhart Braunbehrens), Werkstatt Galerie Neckarsulm
- 1984: Kunstsalon ‘84, Haus der Kunst München
- 1985: Kulturtreff Erlangen, Kulturamt Erlangen
- 1986: Einzelausstellung: Thomas Neumaier, Galerie Wuillemet, Ingolstadt 1987 DEPONIA, Galerie Objekt Kunst, München
- 1987: Fensterbilder, Kunstverein Gauting
- 1987: Reiz des Fremden, Kulturamt Göttingen
- 1987: Große Kunstausstellung München '87, Haus der Kunst München
- 1987: Große Kunstausstellung NRW, Museum Kunstpalast Düsseldorf
- 1987: Einzelausstellung: Deponia, Galerie Objekt Kunst, München
- 1988: Bindungen, Kunstverein Regensburg
- 1988: Heimat-beinhart, Pavillon alter botanischer Garten, München und Scharfrichterhaus, Passau
- 1988: II. internationale Triennale der Kunst Gegen den Krieg, Majdanek, Polen
- 1988: Projekt Wasser, BBK-Rheinland Pfalz, Rheinufer, Main
- 1988: 50 Jahre Judenpogrom, Evangelische Akademie Tutzing
- 1988: Zeichnungen auf DIN A 4, Produzentengalerie Kassel
- 1988: Große Kunstausstellung NRW Düsseldorf, Kunstpalast Düsseldorf
- 1989: Mail Art für das Umspannwerk, Mannheimer Kunstverein
- 1989: Performance: Bad in der Öffentlichkeit (mit Ludwig Hauser), Ingolstadt
- 1989: Die Stimme in der Kunst, Bad Rappenau
- 1989: Armut in Malerei und Plastik, Kommission der EG: Düsseldorf, Mainz, Luxemburg, Brüssel
- 1989: Bindungen, Murks Soboda, Jugoslawien
- 1989: Tieferer Grund, Kronauer Kunstverein
- 1989: SHOE-Art, Galerie Hartmannstraße, Ludwigshafen
- 1989: Große Kunstausstellung NRW Düsseldorf, Kunstpalast Düsseldorf
- 1990: Kleinplastik 90, Stadt Hilden
- 1990: Weißbuch Gesammelte Angst / Kunst und Krieg 1939-1989, Haus der Kulturen der Welt, Berlin
- 1990: Arbeit, Mensch, Technik, Kunstverein Gauting
- 1990: Große Kunstausstellung NRW Düsseldorf, Kunstpalast Düsseldorf
- 1990: Einzelausstellung: Objekte zur Prostitution, Städtische Galerie, Kunstverein Ingolstadt
- 1990: 2. Würzburger Cartoon Festival, Ideen Fabrik Würzburg
- 1991: Distanzen 3, Künstlerforum Bonn
- 1991: Kunst für die Umwelt, Galerie Marktschlößchen, Halle/Saale
- 1991: Fax-Art, Depot-Objekte, Thema Müll, AFBK München, Ausstellungsforum Hauptzollamt München-West
- 1991: Quadratisch Eckig 10x10x10, Kunsthaus Wiesbaden
- 1991: Große Kunstausstellung NRW Düsseldorf, Kunstpalast Düsseldorf
- 1991: Würzburger Cartoon-Festival, Ideen Fabrik Würzburg
- 1991: Berge der Welt, Gemeindesaal Matthäuskirche, Ingolstadt
- 1992: Unorte II: Von Bett zu Bett, Galerie 68elf, Köln, Künstlerforum Bonn, Stadt. Galerie Berlin-Treptow
- 1992: Einzelausstellung: Abruf-Untertritt (mit Andreas Sobeck), Landesgartenschau Ingolstadt
- 1992: Und sie bewegt sich doch, Katholikentag Karlsruhe
- 1992: Kunst auf dem Bergfeld, Gemeinde Poing
- 1992: 4. Würzburger Cartoon-Festival, Würzburg
- 1992: Raumkunst, Städt. Galerie Harderbastei, Ingolstadt
- 1992: 10x10x10, Galerie in der Porschehütte, Wolfsburg
- 1992: Einzelausstellung: Es lebe die Akne, Deutsches Medizinhistorisches Museum, Ingolstadt
- 1993: Aktion-Schublade, Gegen Rassismus und Ausländerfeindlichkeit, Foyer Theater Ingolstadt
- 1993: Ampere, Energieobjekte und Installationen, Kloster Fürstenfeldbruck
- 1993: End-Los, Evangelischer Kirchentag, München
- 1993: Skulptur im Freiraum V, Kunstwiese Rosenheim
- 1993: E-Objekte, Kulturhalle Ingolstadt
- 1994: Wer?, Kulturwerkstatt Haus 10, Kloster Fürstenfeldbruck
- 1994: Hallbergmoos-Kunst, (mit Andreas Sobeck), Office Park Hallbergmoos, Flughafen München
- 1994: 3. Biennale Kleinplastik Hilden
- 1994: Einzelausstellung: Das Gelächter, Deutsches Medizinhistorisches Museum, Ingolstadt
- 1994: Kunst in der Kirche, Thomaskirche Friedrichshofen, Ingolstadt
- 1994: Skulptur im Freiraum VI, Kunstwiese Rosenheim
- 1994: abgestempelt, BBK Bob.-Nord, Ingolstadt
- 1995: Einzelausstellung: Luft-Schutz/Deponia III, Stadtmuseum Ingolstadt
- 1995: Skulptur im Freiraum VII, Kunstwiese Rosenheim
- 1996:(Ge)denk-Aktion 27.1., Stadt Ingolstadt
- 1996: Das Kreuz mit dem Kreuz, Ausstellungsräume Sparkasse Ingolstadt
- 1996: ICH-das Werden des Bewusstseins, Stadtmuseum Ingolstadt
- 1996: Einzelausstellung: Holledauer Geschichten (mit Hans Dollinger), Galerie Rathaus Wolnzach
- 1996: Kunst in der Landschaft III, Gut Gasteil, Prigglitz, Österreich
- 1996: Einzelausstellung: Ländliche Sexobjekte, Dolina-Gewölbe, Riedenburg
- 1996: Kolloquium für ein Mahnmal für die Opfer des Faschismus in Ingolstadt, Stadt Ingolstadt
- 1997: Einzelausstellung: Ich bin das Auge des Volkes, Deutsches Medizinhistorisches Museum und Theater Ingolstadt
- 1997: ROB-Art, Regierung von Oberbayern, München
- 1997: Einzelausstellung: Objekte zur Natur, Galerie Gut Gasteil, Prigglitz, Österreich
- 1997: Einzelausstellung: Deponia IV: Umzug in andere Umstände, Reithalle Ingolstadt
- 1998: Neue Kunst in alten Mauern, Abensberg
- 1998: Art Autobahn, Stadt Neustadt und Mainburg
- 1998: Arte Sella '98, Sella Valsugana, Italien
- 1998: Twilight, Künstlerhaus Klagenfurt, Österreich
- 1998: Brunnen und Lichtstelen am Proviantamtgelände, Platzgestaltung (mit Andreas Sobeck), Stadt Ingolstadt
- 1999: Das Geheimnis der Loipe, WM Bildhauerprojekt, Ramsau, Österreich
- 1999: Sichtwechsel, Stadteingriff, Stadt Ingolstadt
- 1999: Einzelausstellung: Asparagus 21, Kunstverein Schrobenhausen
- 1999: Timesite, Lusto Forest Museum, Finnland
- 1999: Gletscherblut, Symposion, Scähwarzenstein 3369 m, Italien
- 2000: Einzelausstellung: Stadtansichten | City-Transplantate, Kulturamt der Stadt Ingolstadt
- 2000: Einzelausstellung: Stadtgeflüster, Installation Altstadt von Ingolstadt, Kulturamt der Stadt Ingolstadt
- 2000: DonauArt, Stadt Neustadt
- 2000: Twilight, Reithalle, Stadt Ingolstadt
- 2000: Quellungen, Installation zum Theaterstück Blonde Fetzen, Theater Ingolstadt
- 2001: Einzelausstellung: Martha-Press: Erfinderin des Steinknödels, Ackerbürgerhaus, Ingolstadt
- 2001: Der Fluß und das Auto, Städt. Galerie im Theater Ingolstadt, Städt. Kunstmuseum Györ, Ungarn
- 2001: der Berg brennt – Fremde Landschaft Heimat, Mannheim/Grünstadt
- 2001: klangART, Vogelfrei IV, Komponistenviertel Darmstadt
- 2001: Engergiestation, 11. Kunsttage Dreieich, Städtische Galerie Dreieich
- 2002: Metamorphosen, Biohistoricum, Neuburg a.d.Donau
- 2002: Einzelausstellung: Hörgänge (mit Horst Konietzny), Monacensia München, Kulturreferat München
- 2002: Projekt Losse / Kunst am Fluss, Wettbewerb 1. Preis, EU und Stadt Kassel
- 2002: 1. Internationale Waldkunstpfadrecherche, Doku-Ausstellung, Foyergalerie Großes Staatstheater Darmstadt
- 2002: Wort-Bild-Ton, Neues Kunsthaus Ahrenshoop
- 2002: evolutionäre Zellen, NGBK-Arbeitsgruppe Finger, NGBK Berlin
- 2003: Einzelausstellung: Senfgruben, Stadtmuseum Ingolstadt
- 2003: Einzelausstellung: Versunkene Gesänge, Berliner Medizinhistorisches Museum der Charité, Berlin
- 2003: Triade, Kunstmuseum Ystad, Schweden und Pommersches Landesmuseum, Greifswald
- 2003: Check-Point-Art, Römer-Kastell Abusina, Eining, Stadt Neustadt
- 2003: Ab in die Mitte, Michelstadt, Land Hessen, Kunsthalle Darmstadt
- 2003: 10. Kunstpreis, Kunstverein Aichach
- 2003: TransitART, Vogelfrei IV, Komponistenviertel, Darmstadt
- 2004: Geumgang Nature Biennale, South-Korea
- 2004: Gallery Igong, Taejon, South-Korea
- 2005: Wasser, Große Ingolstädter, BBK Obb.-Nord, Städt. Galerie Harderbastei und Haus im Moos
- 2005: Einzelausstellung: Abschied von einem Scheibengasbehälter, Lichtinstallation, Ingolstadt
- 2005: Aus Liebe zum Dicken, Modellwettbewerb, Stadt Neuburg
- 2005: La Fete de Mai, Monet-Gesves, Belgien
- 2005: Nature, Archibald Arts Gallery, New York, USA
- 2005: (miß)traue der Idylle, kunst in kontakt, Großer Garten, Hannover
- 2005: Statt Paradies, Stadt Darmstadt
- 2006: ... mit Ziel Mallorca, Große Ingolstädter, Städt. Galerie Harderbastei (1. Gruppenpreis)
- 2006: Einzelausstellung: City-Transplantate, Städtische Galerie im Theater, Ingolstadt
- 2006: kunstcamping, Eindhoven, Niederlande
- 2006: Einzelausstellung: Art Asparagus, Europäisches Spargelmuseum Schrobenhausen
- 2006: Installation Neustadt liegt am Meer, in: Temporär, Stadt Neustadt a. d. D.
- 2006: Stadteingriff Sichtwechsel, Fußgängerzone Ingolstadt
- 2006: Gründung der Werkstatt für Objekte für schnelle Landschaftsmalerei, Kulturhalle Rohrbach
- 2007: Fleisch, BBK Bob.-Nord, Städt. Galerie Harderbastei Ingolstadt
- 2007: Wannenkunst, Stadt Neustadt
- 2007: Kunst am Fluss, Losse, Dokumentation, Kurfürstengalerie Kassel
- 2007: Produzentengalerie M, Potsdam
- 2007: Landstreichler, Kunst in der Landschaft, Galerie Gut Gasteil, Prigglitz, Österreich
- 2007: Skulpturen-Landschaft, Osnabrück
- 2007: 2nd Art Exhibition in the Forest of Yokohama, Japan
- 2007: Identitäten, Reithalle Ingolstadt
- 2007: 2. Brandenburgische Kunstmesse, Potsdam
- 2007: Geumgang Nature Art Pre-Biennale, Gongju National Museum; Incheon, Gallery Space Beam, Island of Cheju Gallery Art Space, South-Korea
- 2008: Identitäten, Galerie Murks Swoboda, Slowenien und Opale, Polen
- 2008: Ethno in Time, Symposion, Moskau, Russland
- 2008: Einzelausstellung: Traveling Forest, Bauerngerätemuseum Ingolstadt-Hundszell
- 2008: Grüße aus der Heimat, BBK, Reithalle Ingolstadt
- 2008: Kunst im Fluss, Kunsträume Bayern, Städt. Galerie Ingolstadt
- 2008: 30 Jahre Kunstverein Schrobenhausen
- 2009: Traveling Forest in: Wald & Stadt, Bauerngerätemuseum Ingolstadt-Hundszell
- 2009: Art and Nature Walk SurVive, Natuurkunst Drenthe, Niederlande
- 2009: Schrittmacher, Badisches Kunstforum, Ebringen
- 2009: Katastrophenhelfer, BBK, Reithalle Ingolstadt und Kammerhofgalerie, Gmunden, Österreich
- 2009: Das Fotoalbum, Stadteingriff, Projekt für öffentlichen Raum, GWG Ingolstadt
- 2009: Y 150 / 150 Annuary Port of Yokohama, Yokohama, Japan
- 2009: Geumgang Nature Pre-Biennale, South-Korea
- 2010: Flugobjekte, Stadt Neustadt a.d.Donau
- 2010: gARTen, Wiesbadener Kunstsommer, Nerotal, Stadt Wiesbaden
- 2010: Art and Nature Walk SurVive, Natuurkunst Drenthe, Niederlande
- 2010: Green Gallery, virtual gallery, Israel
- 2010: Open heART – Kunst im Zentrum, Stadt Eichstätt
- 2010: grenzART1, Oberland Performance Art Festival, Kirschau
- 2010: Identity, Kragujevac, Narodni Museum, National Museum für Moderne Kunst, BLOK Gallery, Belgrad
- 2010: Oberland obPHON10, Kirschau
- 2010: Warum ist es am Rhein so schön?, Künstlerbund Rhein-Neckar, Rosengarten, Mannheim
- 2011: Einzelausstellung: Pegelwächter, Messpegelhaus, Förderverein Donaumuseum, Ingolstadt
- 2011: Kunstpark Bad Gögging, Neustadt an der Donau
- 2011: Proto Gonzo, I-Park, East Haddam, USA
- 2011: Dorpsgezichten, Foundation Natuurkunst Drenthe, Niederlande
- 2011: total mobil: fahrrad-auto-bulldog, Rosengarten Mannheim, Variohalle, Künstlerbund Rhein-Neckar
- 2011: KUNSTamBANDamLIMES, Bayern
- 2011: Kunst.Bilder.Geräusche, Thomas Neumaier mit Georgischem Kammerorchester, Alf Lechner Museum
- 2011: Einzelausstellung: Rationalisierung der Landschaftskunst (mit Viktor Scheck), Museum im Pflegschloss, Schrobenhausen
- 2011: Geumgang Nature Pre-Biennale, South-Korea
- 2012: 1st Festival of Land Art in Brasilia, Jardim Botanico de Brasilia and Centro Cultural Banco de Brasil, Brasilien
- 2012: Einzelausstellung: kleine passion, (mit Gabriele Neumaier), Deutsches Medizinhistorisches Museum, Ingolstadt
- 2012: 50 Jahre Partnerschaft Carrara – Ingolstadt, Stadt Ingolstadt und Stadt Carrara
- 2012: LandArt Diessen, Niederlande
- 2012: Stadt-Land-Fluss, Rosengarten Mannheim und Galerie im Science Tower, SRH Hochschule HD, Künstlerbund Rhein-Neckar, Mannheim
- 2012: Einzelausstellung: Holledauer Geschichten II (mit Hans Dollinger), Städtische Galerie Harderbastei, Ingolstadt
- 2013: Einzelausstellung: Neues aus der Presse (mit Hans Dollinger), Galerie Dollinger, Rohrbach
- 2013: Denkmal für die Opfer des Nationalsozialismus in Pfaffenhofen, 1. Preis, Stadt Pfaffenhofen
- 2013: Stadtvisionen, Theater Ingolstadt, Stadt Ingolstadt
- 2013: Geheime Gärten, Theater und Stadt Ingolstadt
- 2014: Ölspur, Gelände Bayernoil, Stadt Neustadt a.d.Donau
- 2014: Realisierung des Denkmals für die Opfer des Nationalsozialismus, Stadt Pfaffenhofen
- 2014: Seniorenteller? Nein, danke!, Theater Ingolstadt
- 2015: Einzelausstellung: Der rechte Winkel in der Natur, Museum für Konkrete Kunst, Ingolstadt
- 2015: Einzelausstellung: Rationalisierung der Landschaftskunst (mit Viktor Scheck), Museum im Schmidt-Haus, Nabburg
- 2015: Tracing, Spurensuche am Antonius Wall, Kirkaldy, Schottland
- 2015: das napoleonprojekt, Zur Landesausstellung, Zeughaus, Bayer. Armeemuseum, Ingolstadt
- 2015: Turmfische, Lichtprojektion, Nacht der Museen, Turm Dallwigk, Ingolstadt
- 2016: Einzelausstellung: Rund um den Bierbauch (mit Gabriele Neumaier), Deutsches Medizinhistorisches Museum, Ingolstadt
- 2016: Handkunst, Hommage an das Museum Kulturgeschichte der Hand, Wolnzach
- 2016: Depotblock I-III, Recherche und Zukunft, (mit Katharina Gaenssler), Museum für Konkrete Kunst, Ingolstadt
- 2017: Einzelausstellung: Rund um den Bierbauch (mit Gabriele Neumaier), Galerie im Alten Rathaus, Kallmünz
- 2017: Out of Office, Museum für Konkrete Kunst, Ingolstadt
- 2017: Einzelausstellung: Kleine Stadteingriffe, Städtische Galerie Pfaffenhofen
- 2017: Strom, QQART Galerie, Hilden
- 2017: 200 Jahre Zweirad – Im Wege stehend VI, Kunstverein Schwetzingen
- 2018: Out of Office, Städtische Galerie Bietigheim-Bissingen
- 2018: Einzelausstellung: Kleines Frankenstein Depot – Objekte und Fotografien zur künstlichen Intelligenz und natürlichen Dummheit (mit Gabriele Neumaier) Deutsches Medizinhistorisches Museum, Ingolstadt
- 2018: Utopie Landwirtschaft, Bauerngerätemuseum Ingolstadt-Hunddszell
- 2018: Äpfel, Birnen und anderes Gemüse, Museum Würth, Künzelsau
- 2019: Utopie Landwirtschaft, Oberpfälzer Freilandmuseum Neusatz Perschen und Museum Kulturland Ries, Maihingen
- 2019: Wo bitte geht's nach Arkadien?, Galerie Alte Brennerei, Kunstverein Ebersberg
- 2019: Fliegende Fische über Kallmünz, Lichtinstallation, Kunstschaunacht Kallmünz
- 2020: Schwarz und Rot und Gold, Kunstverein Ebersberg, Stadt Ebersberg
- 2020: Kleines Treppenhausmuseum, Projekt Kunst im Treppenhaus, GWG Ingolstadt
- 2020: Hallertauer Künstler, Städt. Galerie im Haus der Begegnung, Stadt Pfaffenhofen
- 2020: Utopie Landwirtschaft, Freilichtmuseum Glentleiten des Bezirks Bob; Oberfränkisches Bauernhofmuseum Kleinlosnitz
- 2020: Alles Okay – Ausstellung der Bekenner, St. Elisabeth-Kirche, Berlin
- 2020: DA! Art-Award: ...wirkt nicht über den Placebo-Effekt hinaus!, Stadtmuseum Düsseldorf
- 2020: Berührtes Land, Bauerngerätemuseum Ingolstadt-Hundszell
- 2020: Aktionsraum 2, Alte Brennerei Ebersberg, Kunstverein Ebersberg
- 2021: Schilder zur Parkordnung, Landesgartenschau Ingolstadt
- 2021: food for thoughts, TIT for TAT, BBK Galerie VIEW, Nürnberg
- 2021: Utopie Landwirtschaft, Bauernmuseum Bamberger Land, Frensdorf
- 2021: Ostrale 021, Biennale für zeitgenössische Kunst, Dresden
- 2021: AppArt Together – Getrennt und doch zusammen, Stadt Ingolstadt und Partnerstädte
- 2021: dystopisch/utopisch – Scheck/Neumaier, ZKLenbach, Schrobenhausen
- 2022: Einzelausstellung: Bauhof-Design | Stadtverkehr(t), Museum für Konkrete Kunst, Ingolstadt
- 2022: Einzelausstellung: Kleine Stadteingriffe, Kunsthaus Braunschweig
- 2022: Einzelausstellung: Holledauer Geschichten III (mit Hans Dollinger), Bauerngerätemuseum Ingolstadt-Hundszell
- 2022: DA! Art-Award: Die Macht des Mythos, Stadtmuseum Düsseldorf
- 2022: Einzelausstellung: Verlorene Geschichten (mit Gabriele Neumaier), Städtische Galerie Ingolstadt
- 2022: 11. Internationaler Waldkunstpfad – Kunst Natur Wandel – Darmstadt
- 2023:  Ostrale 023, Biennale für zeitgenössische Kunst, Dresden
- 2023:  Im Wege stehend VII, Kunstverein und Stadt Schwetzingen
- 2023:  blau machen, Schloss Dachau, KV Dachau
- 2023:  Natur und Landschaft  – Kunst im Klimawandel, Kulturhalle P3, Ingolstadt
- 2023:  AININ Les Nuits des Forets 2023 – un premier pas vers l'international avec AININ
- 2024:  Einzelausstellung: Kleine Stadteingriffe, Stadtgalerie Neu-Isenburg
- 2024:  Da! Art-Award: Check Your Dogma, Stadtmuseum Düsseldorf

## Performances mit Gabriele Neumaier
- 2001: Reanimation, Altstadt Ingolstadt
- 2001: die schleppe & das pneuma, Terres des femmes, Stadt Ingolstadt und Rathausplatz, Ingolstadt
- 2002: Metamorphosen, Biohistoricum Neuburg a.d. Donau
- 2002: hebauf, Museum für Konkrete Kunst, Ingolstadt
- 2002: Hei-Tsung – Die rote Frau und der Bär, Fa. Peters, Ingolstadt
- 2002: Häutungen, Monacensia München, Kulturreferat München
- 2002: Die Erotisieren des Waldes, Darmstadt
- 2002: Reanimation II: Hausdurchsuchung, Georgianum, Ingolstadt
- 2002: Der Laufsteg der Frauen, Theater Ingolstadt, Stadt Ingolstadt
- 2002: Walkmen, Buy-Nothing Day, Wittenbergplatz, Berlin
- 2003: Häutungen, Veranstaltungsforum Fürstenfeldbruck
- 2003: Häutungen, Deutsches Medizinhistorisches Museum, Ingolstadt
- 2003: Check-Point, Römer-Kastell Abusina in Eining, Stadt Neustadt
- 2003: Sirenen, Theater Ingolstadt; 9. Künstlerinnentage, Stadtmuseum Ingolstadt
- 2004: Ausstoßung, Fleißerhaus, Literaturlandschaft Bayern, Stadt Ingolstadt
- 2004: Rolling woman, Kunstverein Ingolstadt
- 2006: Check-Points, Städt. Galerie Harderbastei, Ingolstadt
- 2009: Die Erotisierung des Waldes, Städt. Galerie Ingolstadt

## Kataloge von Einzelausstellungen
- Thomas Neumaier: Objekte zur Prostitution, Werkstattgalerie im Theater Ingolstadt, Kunstverein Ingolstadt, 1990
- Thomas Neumaier: Es lebe die Akne, Objekte von Thomas Neumaier, Flyer Deutsches Medizinhistorisches Museum Ingolstadt, mit Beiträgen von Christa Habrich und Andreas Sobeck, Ingolstadt 1993
- Thomas Neumaier: Luft-Schutz / Deponia III, Dokumentation zur Zeitgeschichte Bd. 2, Stadtarchiv, Wissenschaftliche Stadtbibliothek, mit Beiträgen von Micha Brumlik und Andreas Sobeck,   Ingolstadt 1995
- Thomas Neumaier, Hans Dollinger: Holledauer Geschichten, mit Gesprächsprotokoll von Isabella Kreim, Wolnzach 1996
- Thomas Neumaier: Deponia IV – Umzug in andere Umstände, mit Beiträgen von Christa Habich, Isabella Kreim, Betrix Schönewald und Peter Volkwein, Ingolstadt 1997
- Thomas Neumaier: asparagus 21, Kunstverein Schrobenhausen, mit Beitrag von Christa Habich, Schrobenhausen 1999
- Thomas Neumaier und Babette Überschär: Stadtgeflüster-Spiegelverkehrt, Zwei Stadtinstallationen, Ingolstadt 2000
- Thomas Neumaier: Senfgruben, Stadtmuseum Ingolstadt, Stadtarchiv 2003
- Thomas Neumaier: City-Transplantate, mit Beiträgen von Timm Ulrichs und Martin Moser, Ingolstadt 2006
- Thomas Neumaier: Traveling Forest, Stadtmuseum Ingolstadt, Stadt Ingolstadt 2008
- Thomas Neumaier und Viktor Scheck: Rationalisierung der Landschaftskunst, Museum im Pflegschloss, Schrobenhausen 2011
- Thomas Neumaier und Stefanie Roloff: DAS FOTOALBUM Konradvierten Soziale Stadt, GWG Ingolstadt
- Thomas Neumaier und Hans Dollinger: Holledauer Geschichten II, Städtische Galerie Harderbastei, Ingolstadt 2012
- Gabriele&Thomas Neumaier: Rund um den Bierbauch, Deutsches Medizinhistorisches Museum Ingolstadt und Bauerngerätemuseum Hundszell 2016
- Gabriele&Thomas Neumaier: Kleines Frankenstein Depot – Fotografien und Objekte zur künstlichen Intelligenz und natürlichen Dummheit, Deutsches Medizinhistorisches Museum Ingolstadt 2018
- Thomas Neumaier: Nichtrealisierte Erfindungen in der Landwirtschaft, im Begleitband zu: UTOPIE Landwirtschaft, Bauerngerätemuseum und fünf weitere Museen 2022
- Thomas Neumaier: Bauhof-Design | Stadtverkehr(t), Museum für Konkrete Kunst, mit Beitrag von Theres Rohde, Ingolstadt 2022
- Gabriele&Thomas Neumaier: KUNSTMÜH E, Verlorene Geschichte(n), Städtische Galerie Ingolstadt, mit Beitrag von Theres Rohde, Ingolstadt 2022